# Alan Ross Anderson
Alan Ross Anderson (1925 - 1973) foi um lógico e professor de filosofia da Universidade Yale e da Universidade de Pittsburgh. Colaborador frequente com Nuel Belnap, foi fundamental para o desenvolvimento da lógica da relevância e na lógica deôntica. Morreu de câncer em 1973.

## Relevância lógica
Anderson acredita que a conclusão de um válido inferência deve ter algo a ver com (ou seja, ser relevante a) as instalações. Formalmente, ele capturou esta" relevância condição "com o princípio de que
A implica B somente se A e B têm pelo menos um não-lógico constante.
Tão simples como essa ideia aparece, implementá-la em um sistema formal exige uma mudança radical das semânticas da lógica clássica. Anderson e Belnap (com contribuições de J. Michael Dunn, Kit Fine, Alasdair Urquhart, Robert K. Meyer, Anil Gupta, e outros) explorou as conseqüências formais da condição de relevância em grande detalhe em seus influentes vinculação livros (ver referências abaixo), que são as obras mais citados no campo da lógica da relevância.
Anderson e Belnap foram rápidos em observar que o conceito de relevância tinha sido fundamental para a lógica desde Aristóteles, mas tinha sido indevidamente negligenciada desde Gottlob Frege e George Boole lançou as bases para o que viria a ser conhecida, um tanto ironicamente, como a lógica "clássica" . (Para um exemplo de falha de lógica clássica, para satisfazer a condição de relevância, consulte o artigo sobre o princípio de explosão.)

## Lógica deôntica
Anderson defendeu o ponto de vista que as sentenças da forma "como deveria ser (o caso) que A "deverá ser interpretada logicamente como:
Não A implica V,
onde V significa algo como uma norma foi violada.
Ele desenvolveu sistemas de deôntica lógica da relevância contendo uma constante especial V (notação varia) para esta finalidade. Tais sistemas têm sido por vezes caracterizado como "reduções" da lógica deôntica à lógica modal de alethic. Isso é enganoso na melhor das hipóteses, no entanto, uma vez que alethic lógicas modais geralmente não contêm nada de especial como Anderson V constante.

## Filosofia da lógica
Anderson era conhecido por ser um platônico (ou realista , ou monista) sobre a lógica, ele acreditava em "A Lógica Único e Verdadeiro", e ele acreditava que era uma relevância a lógica.